# Cecilia Böhl de Faber y Larrea
Cecilia Böhl de Faber y Larrea (Morges, Cantó de Vaud, Suïssa, 24 de desembre de 1796 - Sevilla, 7 d'abril de 1877), de pseudònim Fernán Caballero, fou una novel·lista d'origen suís establerta a Espanya.

## Biografia
Filla d'un hispanòfil alemany, Juan Nicolás Böhl de Faber, establert a Espanya, i de mare espanyola, aquest fet comportà que visqués la seva infantesa i adolescència a Suïssa i Alemanya entre els anys 1805 i 1813. La seva educació fou dins d'una residència francesa.
Els seus pares van arreglar el casament amb el capità Antonio Planells i Bardaxí a Cadis l'any 1816. Es traslladaren a Puerto Rico, però els dos anys quedà vídua i tornà cap a Espanya, després d'haver passat una temporada a Hamburg.
Va tornar-se a casar amb el marquès de Arco Hermoso i fixà la residència a Sevilla. D'aquesta estada trauria material per a les seves narracions i quadres de costums i en aquests anys començà a escriure. Però el matrimoni també duraria poc perquè el seu marit moriria l'any 1835.
Es va tornar a casar amb Antonio Arrom de Ayala, divuit anys més jove que ella, de qui enviudaria l'any 1859.

## Obra literària
El paper de Böhl de Faber en la narrativa espanyola és molt significatiu, i ha estat considerada impulsora de la renovació de la novel·la espanyola, que es trobava, després del Segle d'Or espanyol, en un declivi que s'allargà fins als segles XVIII i part del XIX.
L'any 1849 la seva precarietat econòmica va fer que publiqués les obres escrites anys abans, i ho va fer amb el nom de Fernán Caballero. Segons que explica el Pare Coloma, és un nom que va trobar en un diari, corresponent a la notícia d'un assassinat produït a la Manxa, a la localitat del mateix nom, i que li va semblar «de regust antic i cavalleresc».
Una de les obres va ser La Gaviota, escrita inicialment en llengua francesa i publicada el 1849. Aquesta obra vol expressar la visió de l'escriptora d'una Espanya que oblida els seus costums seculars per una vida fàcil i alegre, representada en el paper de Marisalda, dona feliçment casada amb un metge que arriba a un cercle social de nobles i poderosos on es deixa endur per les passions, fet que la portarà a la seva infelicitat final. Ja no va deixar la literatura i la seva producció va ser àmplia i en diferents estils. Entre les seves obres destaquen Cuadros de costumbres populares andaluzas (1852), Clemencia (1852), Lágrimas (1853), La familia de Alvadera (1956), Un servilón y un liberalito (1857), Un verano en Bornos (1858), Cosa cumplida… sólo en otra vida (1861), El Alcázar de Sevilla (1862) i La corrupta (1868).